# Jade at Brickell Bay
Jade at Brickell Bay, eerst bekend als Bayshore Palms, is een wolkenkrabber in Miami, Verenigde Staten. De bouw van de woontoren, gelegen aan 1295 Brickell Bay Drive, begon in 2002 en werd in 2004 voltooid. Op 8 oktober 2004 werd het gebouw geopend.

## Ontwerp
Jade at Brickell Bay is 160,94 meter hoog en telt 49 verdiepingen. Het bevat 326 appartementen die een grootte hebben van tussen de 145 en 174 vierkante meter. Daarnaast bevat het gebouw een observatiedek, een bibliotheek en een spa. Jade at Brickell Bay is door Revuelta Vega Leon ontworpen in modernistische stijl.